# سونيك: أفتر ذا سكويل
سونيك: أفتر ذا سكويل (بالإنجليزية: Sonic: After the Sequel)، هي لعبة فيديو برازيلية، صدرت في الأسواق سنة 2008، وتعمل على منصتي غيم كيوب ومايكروسوفت ويندوز، وهذه اللعبة ليست رسمية من شركة سيغا.